# Kilpilampi
Kilpilampi är en sjö i kommunen Gustav Adolfs i landskapet Päijänne-Tavastland i Finland. Sjön ligger 85,4 meter över havet. Arean är 49 hektar och strandlinjen är 5,46 kilometer lång. Sjön  ingår i Kymmene älvs huvudavrinningsområde.   Den ligger omkring 58 km norr om Lahtis och omkring 160 km norr om Helsingfors. 